# Rousson (Yonne)
Rousson es una localidad y comuna francesa situada en la región de Borgoña, departamento de Yonne, en el distrito de Sens y cantón de Villeneuve-sur-Yonne.

## Demografía
| 384 | 398 | 389 | 385 | 469 | 440 | 478 | 476 | 456 | 454 | 426 | 447 | 431 | 434 | 411 | 358 | 330 | 338 | 309 | 278 | 211 | 226 | 218 | 217 | 260 | 261 | 236 | 292 | 326 | 336 | 330 | 381 | 369 |
| Para los censos de 1962 a 1999 la población legal corresponde a la población sin duplicidades (Fuente: INSEE [Consultar]) |     |     |     |     |     |     |     |     |     |     |     |     |     |     |     |     |     |     |     |     |     |     |     |     |     |     |     |     |     |     |     |     |